# Overtrading
O overtrading ( emprega-se a palavra inglesa por ser o termo consagrado) é de definição simples: consiste em procurar manter um certo nível de operações comerciais sem recursos financeiros suficientes. Envolve, normalmente, volume de vendas impressionante, margem de segurança progressivamente menor, sensação de esforço desmedido e perigo de quebra repentina.
Dada a noção geral, cabe entrar no pormenor, estudando em primeiro lugar as causas e os sintomas do overtrading e, seguidamente, os seus efeitos e consequências.

## Causas doOvertrading

### Inflação
A causa remota do overtrading é, com frequência, a inflação da moeda. Fala-se de inflação em sentido restrito e objectivo, ou seja, do fenómeno que se verfica sempre que os meios de adquirir bens aumentam e estes últimos diminuem ou pelo menos não acompanham o aumento dos meios de aquisição. É o que se verifica no nosso país, actualmente, por motivos diversos.
Em períodos inflacionários quase tudo se pode vender com lucro aparente, devido ao constante aumento de preços. Este facto incita muitas empresas a avolumar cada vez mais os seus negócios, sem preocupações quanto à sua real capacidade para o fazer. Mais cedo ou mais tarde, porém, chega a conjuntura de deflação, de quebra na procura, e todo o inventário e mal escolhido diminui constantemente de valor, tal como expresso em moeda corrente, tornando difíceis as vendas lucrativas. É nesse momento que se faz sentir o efeito do overtrading; e os prejuízos são tanto maiores quanto maior o volume de vendas anteriormente conseguido, podendo mesmo ser fatais, quando as possibilidades financeiras não forem suficientes para os cobrir, deixando ainda margem para continuar em actividade.

### Expansão sem capacidade
Assim,como a expansão desmedida de negócios (que será referida mais em pormenor na alínea seguinte), sem aumento proporcional de capacidade financeira, é overtarding, também o é a tentativa de manter um certo volume de negócios existente, porém, com capacidade financeira reduzida.
Uma das maneiras mais fáceis de reduzir a capacidade financeira de uma empresa, conduzindo a overtrading, liga-se intimamente ao problema de amortizar maquinaria e outros instrumentos de trabalho: com efeito, considere-se o caso de certo empreendimento industrial cuja maquinaria custou em nova 1000 contos, prevendo-se para esta uma vida útil de 10 anos. Anualmente, a administração votou 100 contos de lucros brutos para sua amortização , tendo este facto trazido um gradual aumento de disponibilidades. Findos os dez anos e estando tudo integralmento amortizado, chegou o momento de adquirir novas máquinas. O seu preço, porém, tinha sofrido grande alteração, sendo necessário não mil, mais dois mil e quinhentos contos para tal. A solução de problema envolveu um sensível e imprevisto desfalque de fundo de maneio, além de um empréstimo de 1000 contos, cujos juros e amortizações passaram a ser pesado encargo posto isto, cabe perguntar: como devia ter-se procedido? É, evidentemente, fácil apontar erros, ao olhar retrospectivamente qualquer assunto. Não obstante, devia certamente ter sido possível prever, pelo menos grosso modo e com correções, anuais, o provável custo da nova máquina. À luz destas previsões, seriar anualmente votadas amortizações suplementares, creditadas, por exemplo, numa conta de reserva especial, para fazer face ao agravamento de despesa previsto.
Voltando ao exemplo, e supondo um fundo de maneio inicial de 1000 contos, torna-se evidente que a empresa, se procurasse manter seu volume de negocio normal com o fundo de maneio reduzido a metade, estaria overtrading. Não é mais animador o reverso da medalha, pois se, para evitar overtrading, a empresa reduzisse apreciavalmente a sua actividade , onde iria buscar o dinheiro para pagar aos seus financiadores? Aqui está o dilema, que muitas vezes é insolúvel.
Qualquer diminuição de fundos de maneio por outros razões poderá resultar , como no caso citando, em overtrading.
Assim, por exemplo: 
•	A distribuição excessiva de lucros.
•	A aplicação de fundos de maneio em outras empresas ou quaisquer imobilizações.
•	reembolso excessivo de empréstimo a longo prazo.
•	São tudo factores que, desfalcando as disponibilidade, pode conduzir a situação deovertrading.

### Excessivo zelo no crescimento
A causa mais frequente do overtrading é o zelo excessivo por parte de gerente ou Administradores, procurando ampliar mais, e cada mais, o volume do negócio.
É justamente na altura é que tudo caminha bem que industriais ou comerciante, na ânsia de aproveitar ao máximo as possibilidade que parecem deparar-se-lhes, procura expandir a sua actividade, exercendo-a em campo cada vez mais vasto. A semente de overtrading é lançada à terra nos anos fartos, e os sofrem são aqueles que ignoram os indícios da tempestade que está para vir expondo-se cada vez aos seus efeitos devastadores. È, em grande parte, uma questão de ter ou não o “sentido de negócio”, de saber quando convém parar e de possuir, nesse momento, a força de carácter para o fazer sem hesitações.

## Sintomas doOvertrading
Aumento do coeficiente de rotação do fundo de maneio
Demonstra a prática que cada empreendimento, industrial ou comercial, necessita de um certo fundo de maneio, mínimo, para poder manter dado volume de negócios e que qualquer aumento deste último deve ser acompanhado por outro, pelo menos proporcional, do fundo de maneio. E diz-se “pelo menos proporcional” por quanto as despesas iniciais de expansão e a diminuição de lucro bruto, que com frequência o aumento de vendas traz, tornam, geralmente, desejável um aumento mais do que proporcional do fundo de maneio.
A maioria dos homens de negócios compreende, claramente, a necessidade de adquirir instalações, maquinismos e outros instrumentos de trabalho, quando planeia alargamento de actividade: tudo isto são coisas materiais, evidentes e objectivas. Porém, há sempre tendencia para menosprezar ou subavaliar o fundo de maneio, justamente por ser um valor abstracto e menos evidente: quer de programa de expansão, quer de indústria nova se trate, aquele que não incluir no plano um fundo de maneio com ampla margem está prejudicando desde o início a obra a realizar; salvo, evidentemente,se souber de antemão que pode contar com generoso auxílio do seu banqueiro.
Para dar expressão analítica aos princípio expostos é uso relacionar o total de vendas anual com o fundo de maneio, obtendo-se, assim,um coeficiente da forma:vendas( líquido)/ fundo de maneio, a que se dará o nome de “coeficiente de rotação do fundo de maneio”do stock. 
Será, então:
C.R.F.M= Vendas/Fundo de Maneio
Um dos primeiros sinais do overtrading é a tendência aumentativa deste coeficiente,indicando incremento de negócios sem correspondente aumento da capacidade financeira.É este o sintoma geral e típico, baseado na própria definição de overtrading. Serão,  portanto, de ponderar,cuidadosamente, quaisquer aumentos deste coeficiente pela anàlise comparativa de balanços sucessivos.
O aumento do coeficiente deve incitar ao aprofundamento da questâo de modo a poder-se determinar se a tendência é saudável ou se é indicadora de overtrading.

### Sintomas secundários
Além do sintoma-base, descrito na alínea anterior, outros há, menos definidos por não se basearem em coeficientes criados para o efeito em vista, porém de importância para obter o diagnóstico do mal longo no seu início. Ligam-se todos estes sintomas secundarios à progressiva “distensão financeira” que o overtrading provoca. Consideram-se os principais:

#### Diminuição de disponibilidades
Vendas avultadas requerem stocks também avultados, que permitam satisfazer sem demoras as encomendas de clientes, e, para adquirir grandes stocks é necessário dinheiro, que logicamento se vai buscar, em primeiro, à caixa e aos depósitos em bancos. São, portanto, sintoma e consequência do overtrading, disponibilidades exíguas.

#### Inflação do activo corrente
Como acaba de dizer-se, a manutenção de um elevado volume de negócios requer, normalmente, grandes existências. Estas tornam-se regra geral, com o agravamento do overtrading, de tal maneira dominantes que o resultados final é o aumento do activo corrente. 
Numa forma especial de overtrading, as dívidas activas substituem-se de certo modo as mercadorias, notando-se, então, naquelas, e não nestas, o aumento. Dá-se isto quando haja grande quantidade de mercadorias vendida não liquidada; ou seja, quando, para conseguir um elevado nível de vendas, o overtrader conceda grandes facilidades de pagamento, imobilizando, assim, desmedidamente, os seus fundos de valores a receber. É exemplo particularmente típico deste género de overtrading o de certos negociantes de automóveis, aparelhagem electrodoméstica, etc., que, para muito venderem, concedem enormas facilidades de pagamento, empatando, assim, os seus fundos de maneio em valores a receber que muitas vezes se tornam nem peso insuportável, apesar da relativa facilidade com que a maioria pode descontar boa parte do seu papel.

#### Aumento das dívidas passivas
A necessidade de fundos para manter o inventário de mercadorias e por vezes os créditos concedidos que o overtrading requer vai normalmente além do apontado no parágrafo 1.. Pode mesmo dizer-se que um dos principais sintomas (e consequências) do overtrading é o aumento de dívidas passivas, sempre claramente reflectido no agravamento dos respectivos coeficientes. Isto é, a empresa, para financiar, procura obter o máximo de créditos, quer comercial quer bancário, e este a prazos tão longos quanto possível.
Independentemente desta expansão geral do passivo corrente, nota-se, muitas vezes, com o agravamento do overtrading, alteração nítida de proporções entre as rubricas de credores e quando uma empresa pede largos de pagamento é frequente serem-lhe exigidos aceites, que são descontáveis, de preferência a créditos em conta, que não o são.

#### Queda do coeficiente de solvibilidade
A inflação do activo e passivo corrente resulta, evidentemente, numa queda do coeficiente de solvibilidade a outro prazo: como atrás se disse este coeficiente é uma medida de capacidade da empresa para solver os seus compromissos correntes . Indica, entre outras coisas, a margem de segurança com que pode contar os credores a curto prazo, no causo de uma desvalorização do activo corrente. Ora, esta margem de segurança diminui por virtude do overtrading facto este que longo se reflecte no coeficiente.
É uso iniciar a análise de balanço pela preciação do coeficiente de solvibilidade. Este coeficiente é de certo modo genérico, ou seja, a opinião favorável ou desfavorável a que se seja elevado após a sua apreciação carece de profundada, para se determinar as verdadeiras causas da alteração na situação corrente da empresa. Pelo que se disse é de concluir que uma das possibilidades a investigar é a de overtrading, sempre que se note fraqueza neste coeficiente.

## Consequências do “Overtrading”
As consequências imediata do overtrading  giram quase todas a volta da exiguidade de disponibilidade resultante da inflação financeira imposta pelo excessivo volume de negócios.

### Tensão com fornecedores e financiadores
Atritos com fornecedores e financiadores, cujos créditos se liquidam com atraso, dificuldades no pagamento de ordenados e outros encargos correntes, além da impossibilidade de fazer aquisições a pronto, baratas e proveitosas, tudo isto são desvantagens - e graves problemas - que o overtrader em grande escala tem de enfrentar.

### Vulnerabilidade
Grandes inventários e a concomitante distensão do activo e passivo corrente tornam a empresa extremamente vulnerável a reveses. Uma quebra no mercado, uma atitude particularmente irreconciliável de certo credores, basta então para fazer desmoronar o já periclitante edifício. Na Inglaterra, entre contabilistas e técnicos financeiros, é frequente usar-se a metáfora over-blowing the ballon (aproximadamente, "soprar de mais o balão"), para designar o overtrading. E é apta a comparação, pois quem assopra de mais o balão pode distendê-lo a um ponto em que apenas mais um assopro o faça rebentar.